# Temple du feu

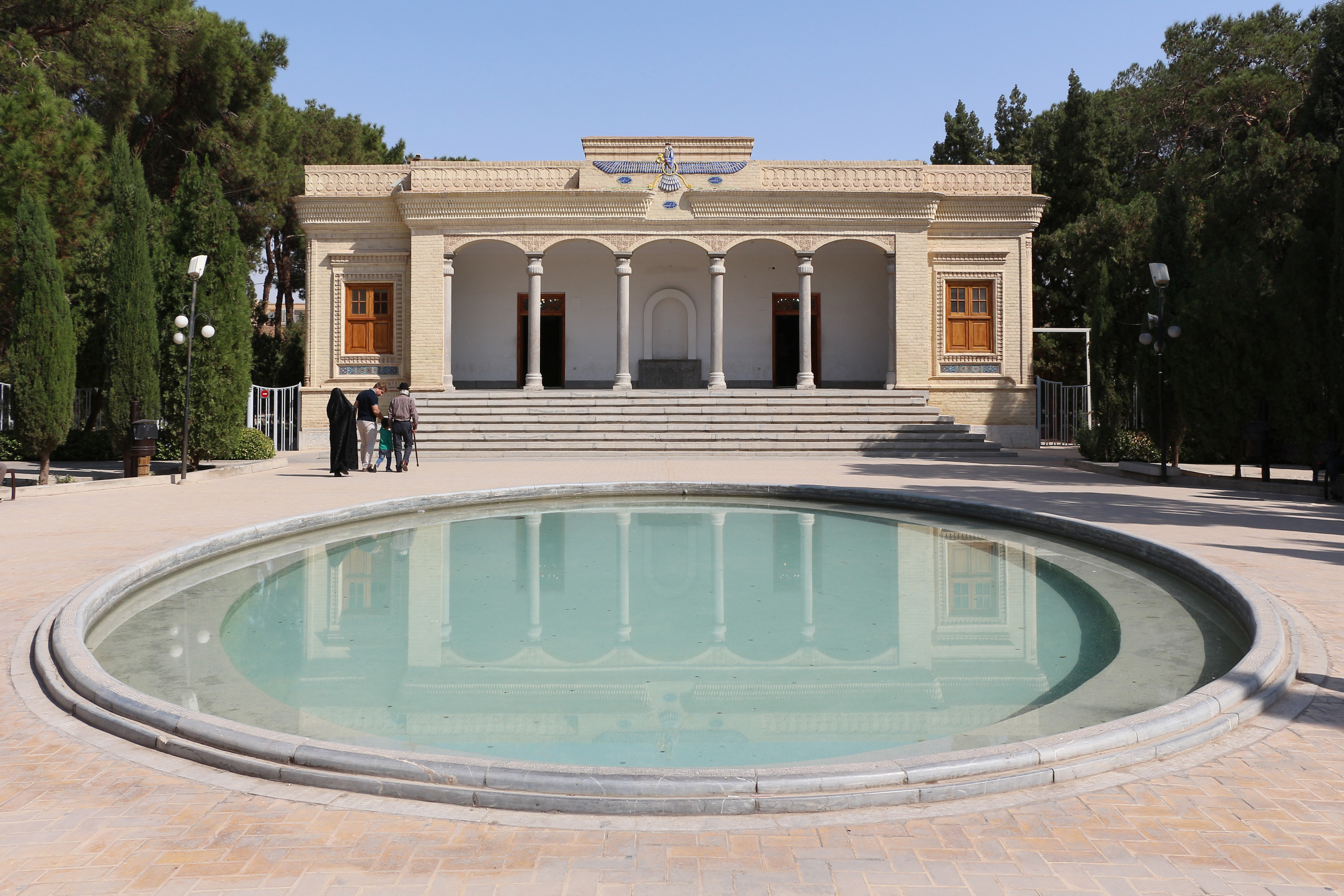
Temple du feu à Yazd, Iran

Le temple du feu dans le zoroastrisme est le lieu de culte pour les zoroastriens.

## Description
Un temple du feu se compose généralement d'un bâtiment comprenant plusieurs petites salles, dont la salle la plus sacrée qui abrite le feu sacré. Différents rituels y sont célébrés et chantés. 

Trois grades de temple sont distingués :
- Atash Bahram (ou Atash Behram), le grade le plus élevé.
- Atash Adaran
- Atash Dadgah

## Situation
Les temples du feu se situent principalement en Iran et en Inde occidentale.

## Le culte du feu
Les zoroastriens vénèrent le feu sous n'importe quelle forme. Dans la religion zoroastrienne, le feu (Atar) et l'eau propre (Aban (en)) sont des agents de la pureté rituelle. Le feu est une force purificatrice et est identifié avec la vérité.

## Historique
Les premiers temples du feu ont probablement été construits par les Achéménides, mais c'étaient souvent des sanctuaires simples. Les Parthes ont également construits des temples du feu. L'âge d'or des temples fut cependant sous le règne des Sassanides.
Avec l'émergence de l'empire arabe et de l'islam, la plupart des temples du feu ont disparu, mais certains continuent d'être actifs.

## Temples du feu subsistants
- Takht-e Suleiman : le lieu le plus sacré du zoroastrisme et de l'empire Sassanide. Situé dans le nord-ouest de l'Iran, près de la ville de Takab, dans la province de l'Azerbaïdjan occidental, ce site est inscrit depuis 2003 au patrimoine mondial de l'UNESCO.

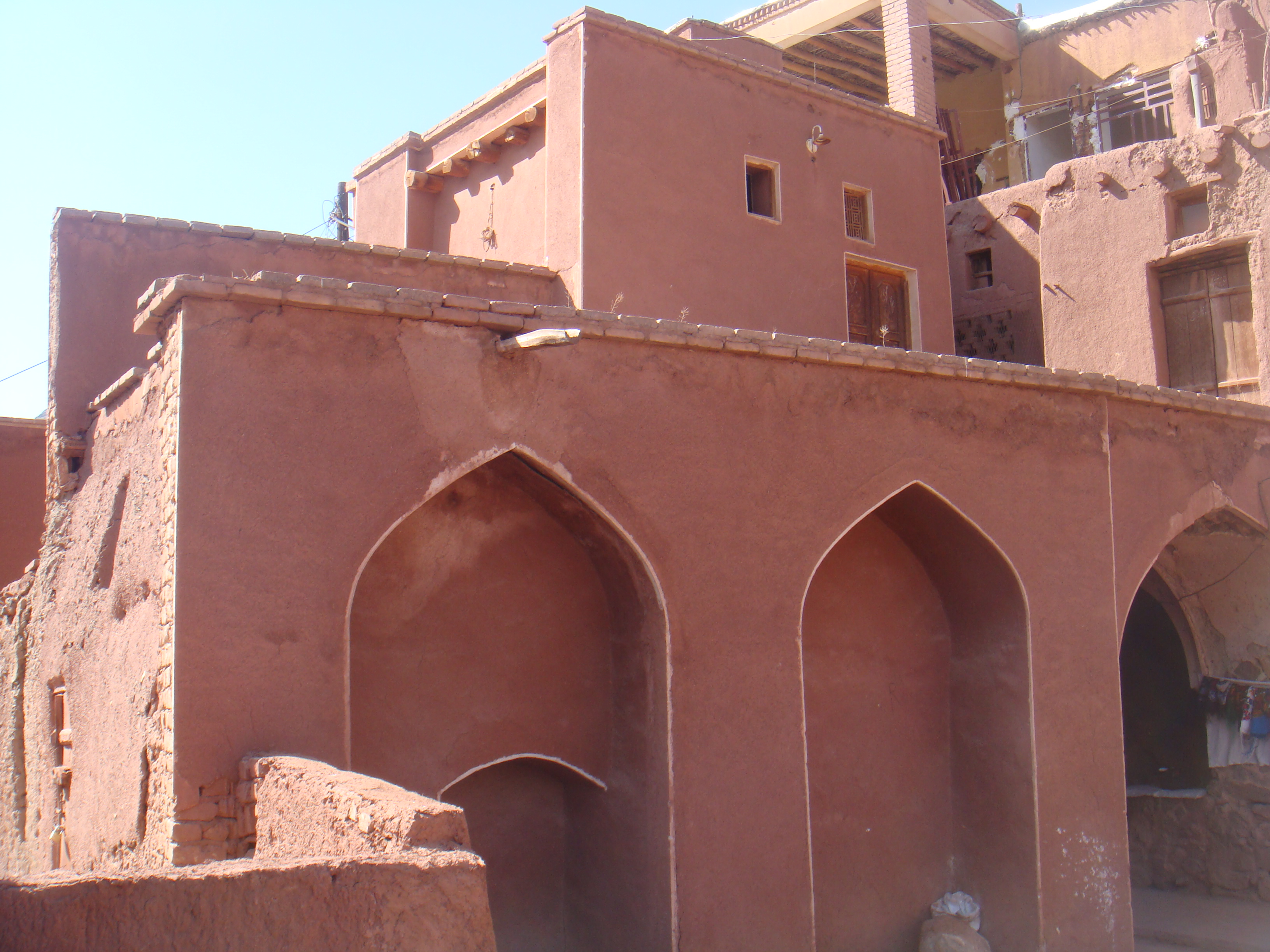
Temple du feu d'Harpak à Abyaneh
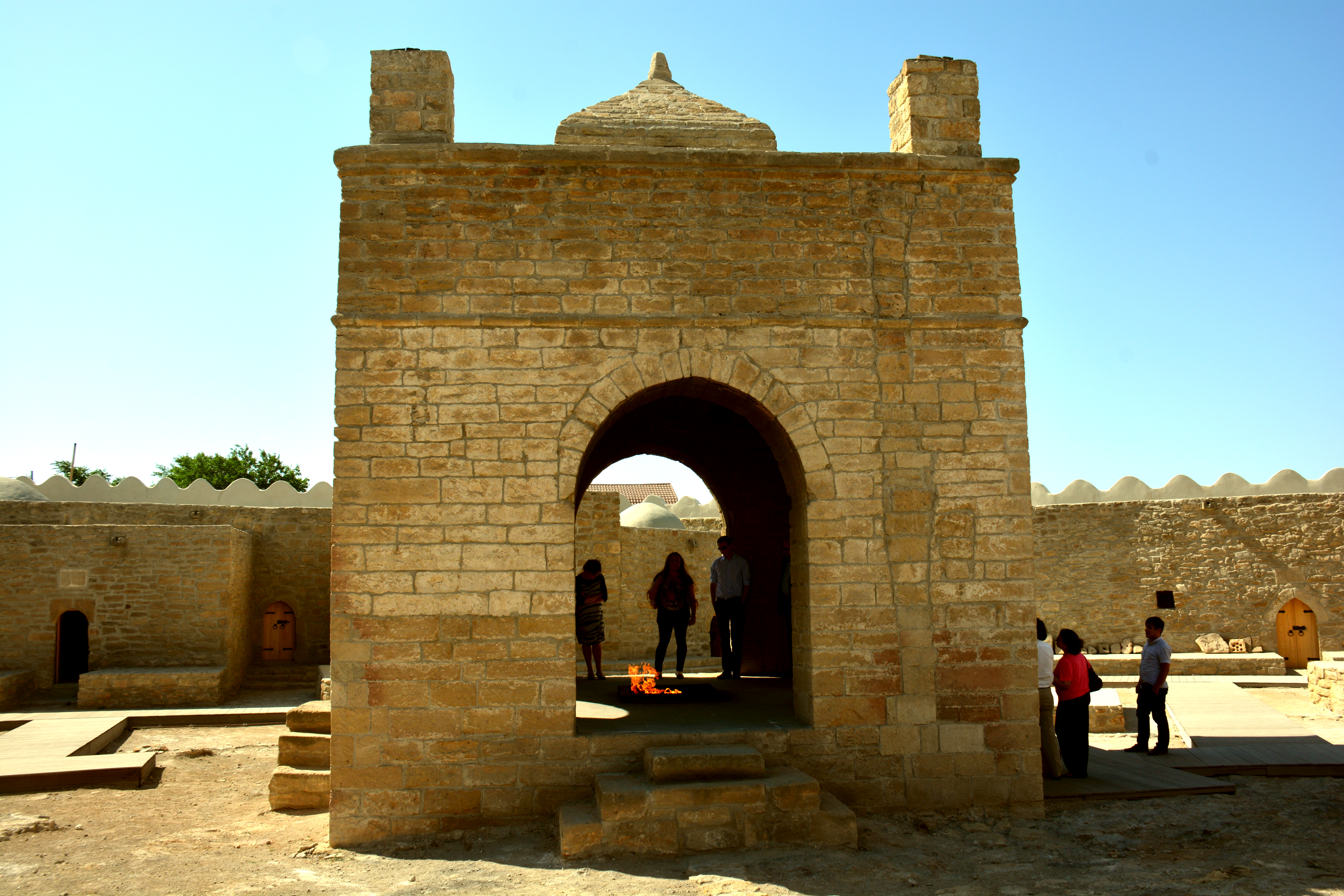
Le temple du feu d'Atechgah à Bakou (Azerbaïdjan)
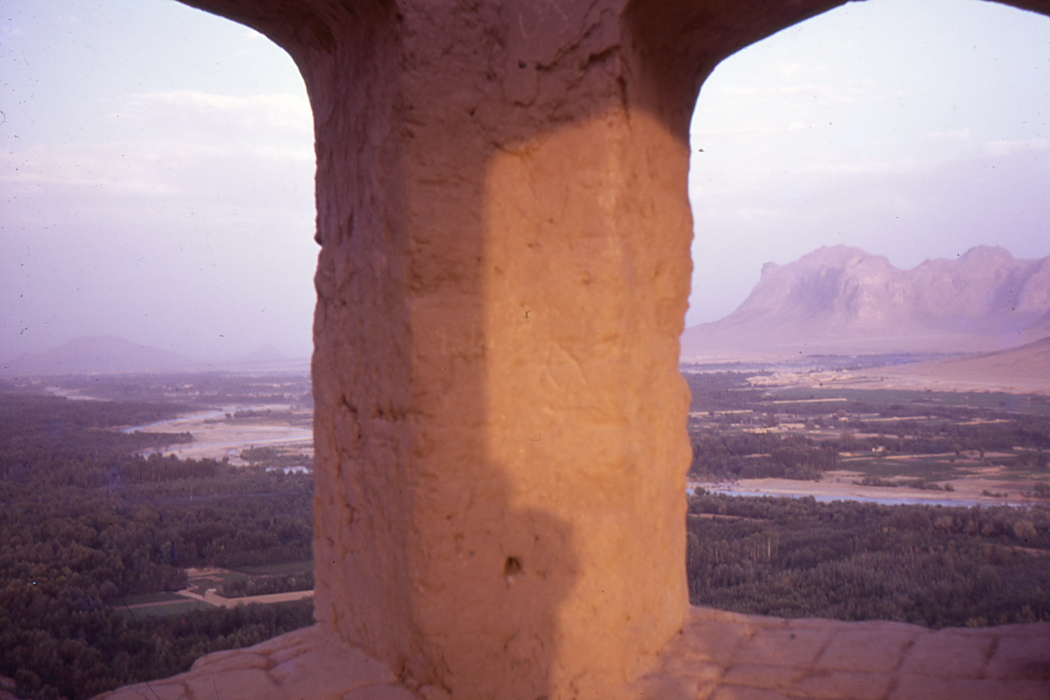
Temple du feu zoroastrien dominant l'oasis d'Ispahan ainsi que la vallée du Zayandeh rud
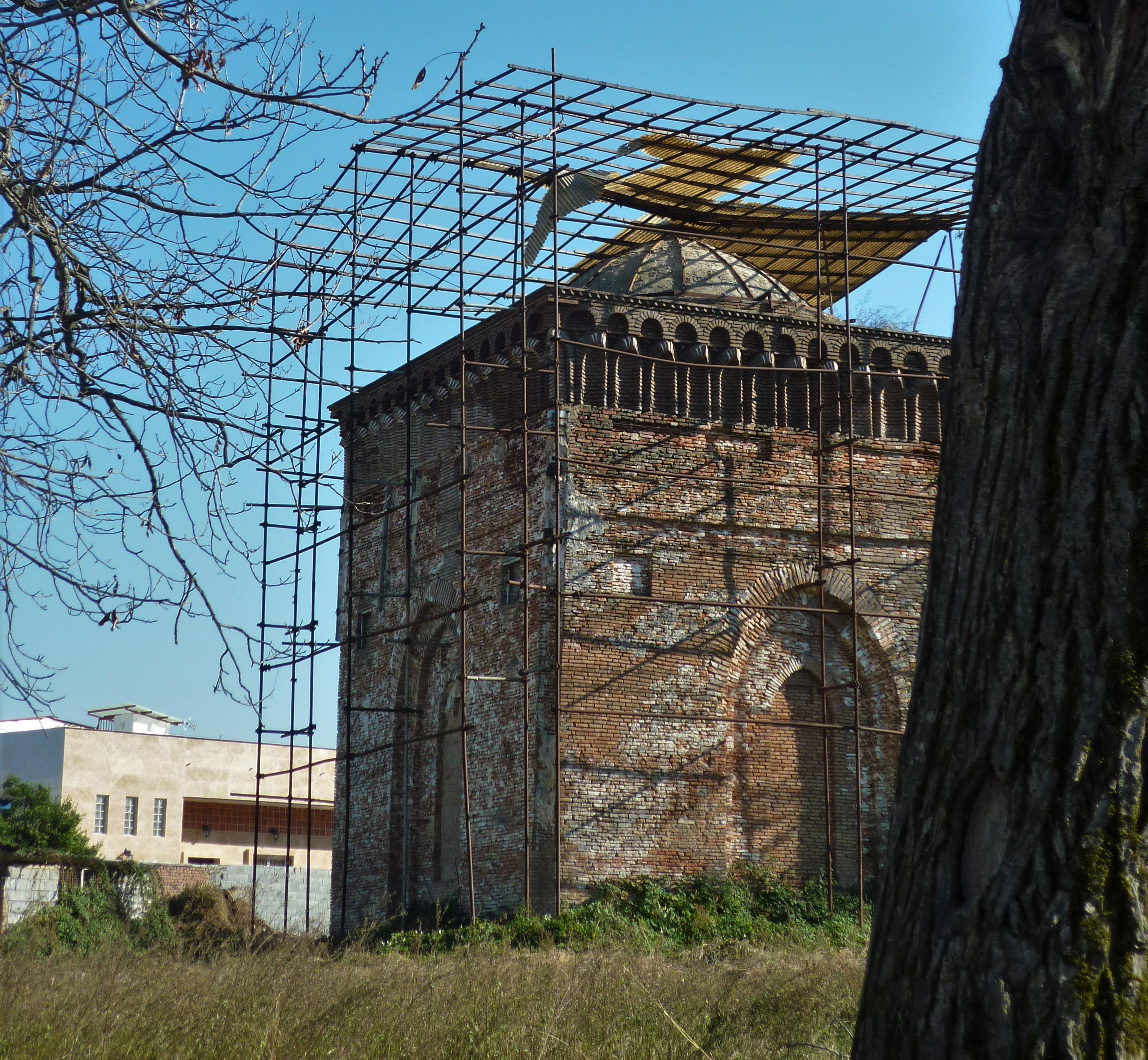
Temple du feu, dans la ville de Amol, province du Mazandéran
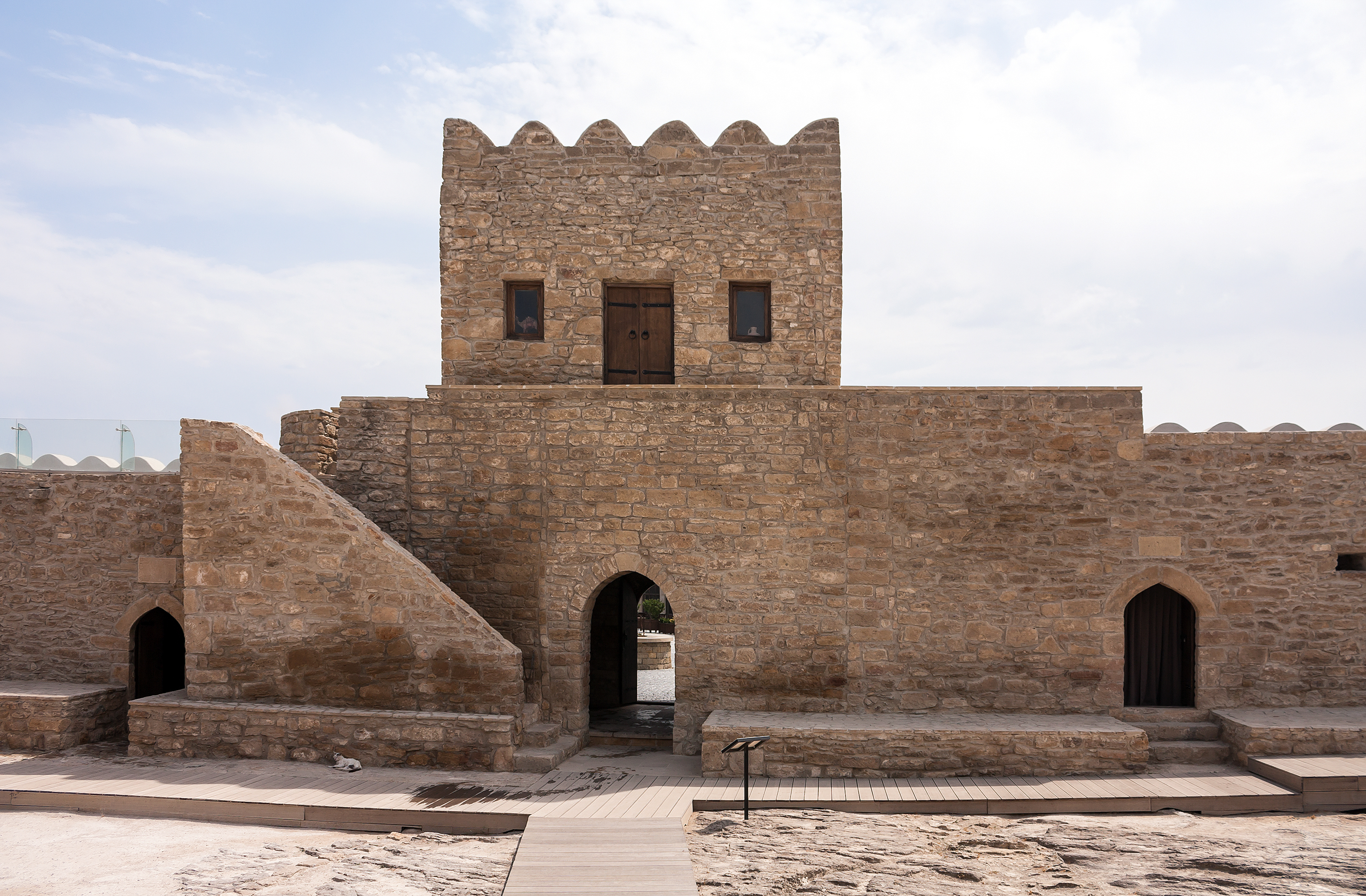
Le temple du feu d'Atechgah à Bakou (Azerbaïdjan)